# 池田政孝
池田 政孝（いけだ まさたか）は、江戸時代後期の備前岡山藩家老。天城池田家第8代当主。

## 生涯
安永3年（1774年）、天城池田家第7代池田政喬の次男として岡山に生まれる。兄の政恒は別に5000石を賜り家老に列しており、寛政3年（1791年）に父政喬が隠居すると天城領3万石を相続する。
寛政4年（1792年）、家臣子弟の教育のため、岡山内山下の別邸と、天城邸の書院に学問所を設置する。
男子が早世していたので、娘の輝子の婿として生坂藩第5代藩主池田政恭の三男政徳を迎えた。
文化14年（1817年）没。享年44。墓所は天城池田家墓所（岡山県倉敷市）。

## 参考文献

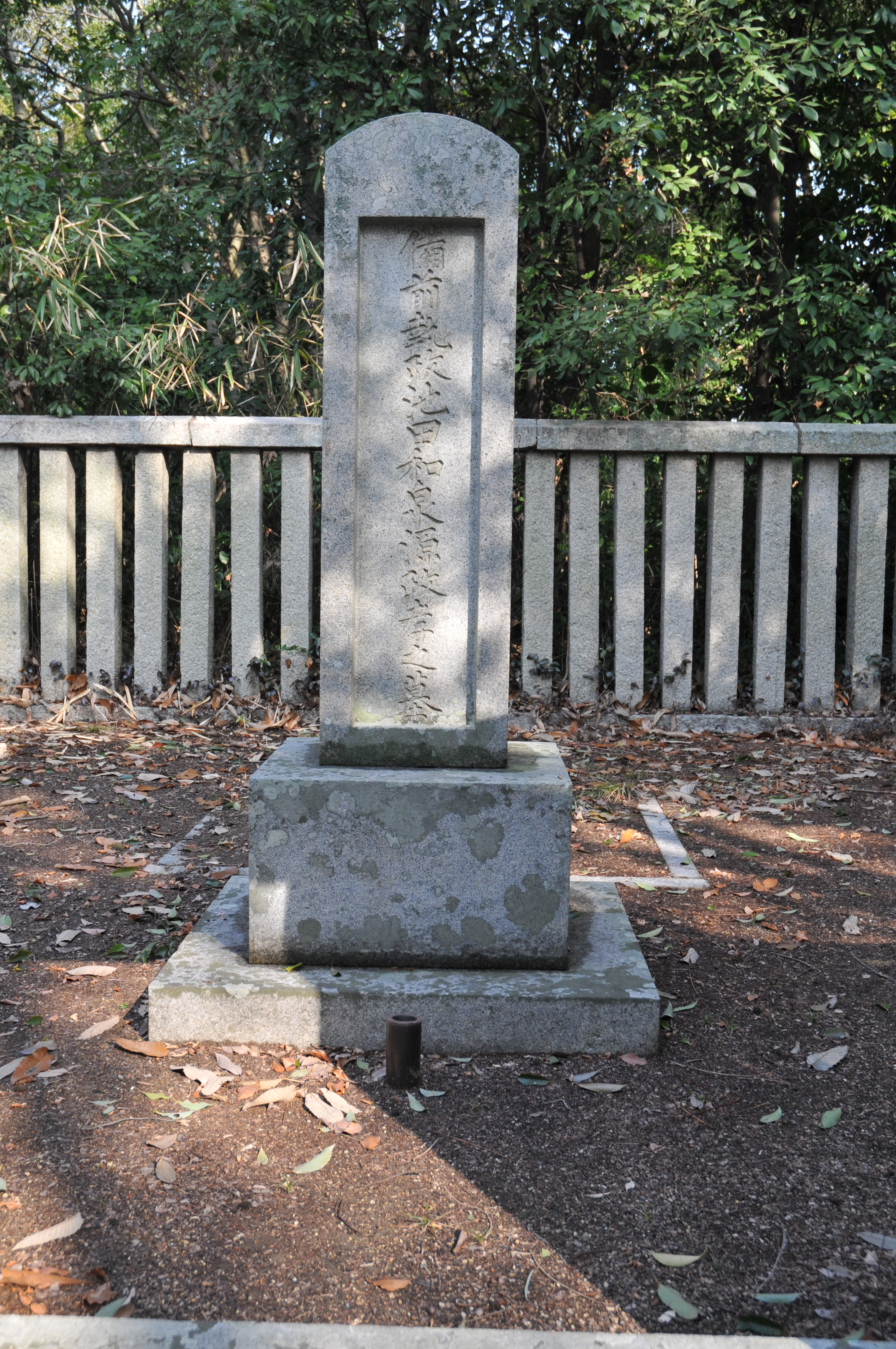
池田政孝の墓